# Glyptelasma gigas
Glyptelasma gigas is een rankpootkreeftensoort uit de familie van de Poecilasmatidae. De wetenschappelijke naam van de soort is voor het eerst geldig gepubliceerd in 1916 door Annandale.